# 主权财富基金
主权财富基金（英語：Sovereign wealth fund，简称SWF），通称主权基金，指由一些主权国家政府所建立并拥有，用于长期投资的金融资产或基金，主要来源于国家财政盈余、外汇储备、自然资源出口盈余等，一般由专门的政府投资机构管理。目前世界上主权财富基金规模最大的几个国家和地區，是阿拉伯联合酋长国、挪威王國、沙特阿拉伯王国、大韩民国、中华人民共和国、科威特国、俄罗斯聯邦、香港和新加坡共和國等。

## 背景简介
主权财富，相对应于私人财富，是通过特定税收与预算分配、国际收支盈余和自然资源收入等方式积累形成的，由政府控制与支配的，通常以外币形式持有的公共财富。传统主权财富管理方式非常被动保守，对本国与国际金融市场影响也非常有限。而近年来主得利于国际油价飙升和国际贸易扩张而急剧增长，对其的管理遂成为一个日趋重要的议题。主权财富基金在此背景下应运而生。不同于传统的政府养老基金与那些简单持有储备资产以维护本币稳定的政府机构，主权财富基金是一种全新的专业化、市场化的积极投资机构。
近年来，主权财富基金数量快速增长，设立主权财富基金的国家，包括一些发达国家和资源丰富国家，也包括一些新兴市场国家和资源贫乏国家。主权财富基金资产规模急剧膨胀，至2006年底，全球主权财富基金管理的资产累计已达到约1.5万亿至2.5万亿美元。同时，其资产分布不再集中于G8定息债券类工具，而是着眼于包括股票和其他风险性资产在内的全球性多元化资产组合，甚至扩展到了外国房地产、私人股权投资、商品期货、对冲基金等非传统类投资类别。主权财富基金已成为国际金融市场一个日益活跃且重要的参与者， 市场影响力也不断增强。
主权财富基金与官方外汇储备皆为国家所拥有，同属广义的国家主权财富，来源也颇相似。但依然有其区别：
1. 官方外汇储备反映在央行资产负债平衡表中，前者则在央行资产负债平衡表以外，有独立的平衡表和相应的其他财务报表。
2. 官方外汇储备资产的运作及其变化与一国国际收支和汇率政策密切相关，而主权财富基金一般与一国国际收支和汇率政策没有必然的、直接的联系。
3. 官方外汇储备资产的变化产生货币政策效应，即其他条件不变，央行外汇储备资产的增加或减少将通过货币基础变化引起一国货币供应量增加或减少。而主权财富基金的变化通常不具有货币效应。
4. 各国央行在外汇储备管理上通常采取保守谨慎的态度，追求最大流动性与最大安全性，而主权财富基金通常实行积极管理，可以牺牲一定的流动性，承担更大的投资风险，以实现投资回报最大化目标。

## 历史
最早的主权财富基金出现在1956年。当时，位于密克罗尼西亚吉尔伯特群岛的英国当局，对出口的磷酸盐（鸟粪）征收一种税。现在，鸟粪早已采掘枯竭。然而，这一笔预留资金成为“基里巴斯收益平衡储备基金”（Kiribati Revenue Equalisation Reserve Fund）——其数目截至2006年已经超过5.54亿美元。

## 资金来源
主权财富基金的资金来源包括四类：
1. 外汇储备盈余，主要以亚洲地区新加坡、马来西亚、韩国、台灣、香港等五個主要國家和地區（参见各国外汇储备列表）；
2. 自然资源出口的外汇盈余，包括石油、天然气、铜和钻石等自然资源的外贸盈余，主要以中东、拉美地区国家为代表；
3. 依靠国际援助基金，以乌干达的贫困援助基金为代表。
4. 發行特別國債，以中國為代表

## 管理架构
- 中央银行直接管理

外汇储备在满足国际流动性与支付能力之上的超额外汇储备资产，由中央银行根据政策目标、储备资产的风险特征和期限、以及市场上可供选择的投资工具将其分割成不同的投资组合。如香港金融管理局将外汇储备分割成两类：以满足流动性为目的的资产储备及积极的资产管理为目的的多余储备，并据此分别进行投资和管理。
- 专门投资机构管理

近来国际上的发展趋势是把在满足国际流动性与支付能力之上的超额外汇储备资产，从央行资产负债平衡表分离出来，成立专门的政府投资机构，即主权财富基金，或委托其他第三方专业化投资机构进行管理，只追求投资回报率，而与汇率或货币政策“脱钩”。新加坡政府投资公司（GIC）是这一模式的先驱，中国2007年成立的中国投资有限责任公司，是此模式最新也最重要的案例之一。
无论怎样，主权财富管理正逐渐从传统的以规避风险为目的的流动性管理模式向更加多元化和具有更强风险承受能力的资产管理模式转变。

## 公司治理
主权财富基金本质上应该是专业化的商业机构，成功的主权财富基金如阿联酋阿布扎比投资局、新加坡GIC、挪威政府养老基金等，都仿效了企业界的组织形式，避免仿袭照搬政府行政机关的架构，尤其是突出董事会与专业投资委员会的核心决策职能与自主权，讲究组织上的精简与决策的效率。

## 投资策略
主权财富基金的积极管理主要考虑资产的长期收益，并不过分关注短期波动，但其投资组合的资产配置、货币构成、风险控制等都有严格要求。主权财富基金的投资策略主要是指投资组合按照资产种类、货币、国别、行业、风险承受水平所进行的策略性进行配置。
近年来，各国主权财富基金投资策略都在动态变化中，但其变化趋势是逐步从传统的对外国政府债券（参见各国外债列表）投资扩张到对股票或股权投资，再到房地产投资等。

## 风险控制
主权财富基金的积极管理，在追求较高回报的同时也伴随着较高的风险。因此，主权财富管理必须规避不适当的风险，寻求高回报和高风险之间的最优平衡。有效的风险控制，不仅可以将风险控制在可承受水平，也可使投资组合将潜在回报最大化。
大多数主权财富基金在控制风险方面具有三点共同特征：公司高管层直接介入风险控制；强调多元化投资组合，降低不同投资战略之间的风险相关性；注重运用现代风险计量技术进行资产配置和风险评估。

## 批评与争议
主权财富基金由政府官员控制，并不能很好地对其代为投资的公民负责。人们与其打交道时，理所当然地认为这些基金所属的政府会承担风险，往往因此遭受损失。
主权财富基金的投资政策鲜为人知，些许评论或谣言就可能加剧资本市场的波动，因此需要遵守市场规则，包括“高治理标准和适当的透明度”。
主权财富基金易受到政治上的影响与官僚干预，被迫追求多元目标，牺牲其独立性与专业化运作能力，难以实现投资风险与回报最佳的匹配。主权财富基金的资金大部分投资于海外资产，政治上极为敏感。如果一国主权财富基金缺少足够的商业性与运作独立性，就有可能被认为是该国政府的政策工具，更容易遭受投资东道国政治上的指控与阻力。
对主权财富基金的批评还包括：
- 政府调动社会资源、提供公共服务的职能与追求资本收益最大化的传统投资目标存在内在的矛盾。
- 一个国家的公众原则上是该国主权财富基金的最终拥有者和受益人。而目前一些主权财富基金有关宗旨、投资方向、操作与监控方面的透明度较低。所在国公众多大程度上应该具有对主权财富基金投资与管理决策方面的知情权及影响力是一个尚未解决的问题。

## 各国主权财富基金
| 国家或地区     | 基金简称 | 基金名称                                                                      | 资产总值 （十亿美元） | 成立年份     | 资金来源                                                                                    |
| -------------- | -------- | ----------------------------------------------------------------------------- | --------------------- | ------------ | ------------------------------------------------------------------------------------------- |
| 挪威           | GPF      | 挪威政府养老基金（Government Pension Fund - Global）                          | 1,072.84              | 1990         | 石油                                                                                        |
| 中华人民共和国 | CIC      | 中国投资有限责任公司                                                          | 941.417               | 2007         | 非商品                                                                                      |
| 阿联酋         | ADIA     | 阿布扎比投资局（Abu Dhabi Investment Authority）                              | 696.66                | 1976         | 石油                                                                                        |
| 科威特         | KIA      | 科威特投資局                                                                  | 592                   | 1953         | 石油                                                                                        |
| 香港           | HKMA     | 香港金融管理局投资组合                                                        | 509.353               | 1993         | 非商品                                                                                      |
| 中华人民共和国 | SAFE     | 中国华安投资有限公司                                                          | 439.836**             | 1997年6月2日 | 非商品成立于香港，注册资本为1亿港元，国家外汇管理局持有该公司发行的1亿股份中的9999.9999万股 |
| 新加坡         | GIC      | 新加坡政府投资公司                                                            | 390                   | 1981         | 非商品                                                                                      |
| 新加坡         | TH       | 淡马锡控股（Temasek Holdings）                                                | 374.896               | 1974         | 非商品                                                                                      |
| 中华人民共和国 | NSSF     | 全国社会保障基金                                                              | 341.354               | 2000         | 非商品                                                                                      |
| 沙烏地阿拉伯   | PIF      | 公共投资基金（Public Investment Fund）                                        | 320                   | 2008         | 石油                                                                                        |
|                | QIA      | 卡塔尔投资局（Qatar Investment Authority）                                    | 85                    | 2003         | 石油                                                                                        |
| 阿联酋         | ICD      | 迪拜投資公司                                                                  | 19.6                  | 2006         | 石油                                                                                        |
| 阿联酋         | MDC      | 穆巴达拉发展公司（Mubadala Development Company）                              | 13.3                  | 2002         | 石油                                                                                        |
|                | KIC      | 韩国投资公司（Korea Investment Corporation）                                  | 37                    | 2005         | 非商品                                                                                      |
|                | AFF      | 未來基金（Future Fund）                                                       | 93.1                  | 2004         | 非商品                                                                                      |
| 沙烏地阿拉伯   | SAMA     | SAMA外汇控股（SAMA Foreign Holdings）                                         | 439.1                 | n/a          | 石油                                                                                        |
| 加拿大         | CDPQ     | 魁北克储蓄投资集团（Caisse de dépôt et placement du Québec）                  | 151.7                 | 1965         | 非商品                                                                                      |
| 俄羅斯         | RNWF     | 国家财富基金（National Welfare Fund）                                         | 142.5*                | 2008         | 石油                                                                                        |
| 利比亞         | LIA      | 利比亚投资局（Libyan Investment Authority）                                   | 70                    | 2006         | 石油                                                                                        |
| 阿尔及利亚     | RRF      | 收入调节基金（Revenue Regulation Fund）                                       | 56.7                  | 2000         | 石油                                                                                        |
| 阿联酋         | IPIC     | 国际石油投资公司（International Petroleum Investment Company）                | 48.2                  | 1984         | 石油                                                                                        |
| 美国           | APF      | 阿拉斯加永久基金（Alaska Permanent Fund）                                     | 39.7                  | 1976         | 石油                                                                                        |
|                | KNF      | 哈萨克斯坦国家基金（Kazakhstan National Fund）                                | 38.6                  | 2000         | 石油                                                                                        |
| 马来西亚       | KN、KNB  | 国库控股（Khazanah Nasional）                                                 | 36.8 (+PTN=198.3)     | 1993         | 非商品                                                                                      |
| 爱尔兰         | NPRF     | 国家养老储备基金（National Pensions Reserve Fund）                            | 33                    | 2001         | 非商品                                                                                      |
|                | BIA      | 汶萊投資局（Brunei Investment Agency）                                        | 30                    | 1983         | 石油                                                                                        |
| 法國           | SIF      | 战略投资基金（Strategic Investment Fund）                                     | 28                    | 2008         | 非商品                                                                                      |
|                | SOFAZ    | 阿塞拜疆共和国国家石油基金会（State Oil Fund of the Republic of Azerbaijan）  | 25.8                  | 1999         | 石油                                                                                        |
| 伊朗           | OSF      | 伊朗石油稳定基金（Oil Stabilization Fund）                                    | 23                    | 1999         | 石油                                                                                        |
| 智利           | SESF     | 社会和经济稳定基金（Social and Economic Stabilization Fund）                  | 21.8                  | 1985         | 铜                                                                                          |
| 中華民國       | NSF      | 國家金融安定基金（National Stabilisation Fund）                               | 15                    | 2000         | 非商品                                                                                      |
| 加拿大         | AHF      | 阿尔伯塔传统储蓄信托基金（Alberta Heritage Fund）                             | 14.4                  | 1976         | 石油                                                                                        |
| 美国           | NMSIOT   | 新墨西哥州投資信託基金（New Mexico State Investment Office Trust）            | 13.8                  | 1958         | 非商品                                                                                      |
| 新西兰         | NZSF     | 新西兰养老基金（New Zealand Superannuation Fund）                             | 12.1                  | 2003         | 非商品                                                                                      |
| 巴林           | MHC      | 玛姆塔拉卡特控股公司（Mumtalakat Holding Company）                            | 9.1                   | 2006         | 石油                                                                                        |
| 巴西           | SFB      | 巴西主权基金（Sovereign Fund of Brazil）                                      | 8.6                   | 2009         | 非商品                                                                                      |
| 阿曼           | SGRF     | 阿曼国家储备基金（State General Reserve Fund）                                | 8.2                   | 1980         | 石油、天然气                                                                                |
|                | PF       | 博茨瓦纳普拉（Pula Fund）                                                     | 6.9                   | 1996         | 钻石、矿产                                                                                  |
| 东帝汶         | TLPF     | 东帝汶石油基金（Timor-Leste Petroleum Fund）                                  | 6.3                   | 2005         | 石油、天然气                                                                                |
| 中华人民共和国 | CADF     | 中非发展基金（China-Africa Development Fund）                                 | 5.0                   | 2007         | 非商品                                                                                      |
| 美国           | PWMTF    | 怀俄明州矿产常驻信托基金（Permanent Wyoming Mineral Trust Fund）              | 4.7                   | 1974         | 矿石                                                                                        |
| 千里達及托巴哥 | HSF      | 傳統及穩定基金（Heritage and Stabilization Fund）                             | 2.9                   | 2000         | 石油                                                                                        |
| 阿联酋         | RIA      | 拉斯阿尔卡麦投资管理局（RAK Investment Authority）                            | 1.2                   | 2005         | 石油                                                                                        |
| 委內瑞拉       | FEM      | FEM                                                                           | 0.8                   | 1998         | 石油                                                                                        |
| 越南           | SCIC     | 国家资本投资公司（State Capital Investment Corporation）                      | 0.5                   | 2006         | 非商品                                                                                      |
| 奈及利亞       | ECA      | 石油溢价收益基金账户（Excess Crude Account）                                  | 0.5                   | 2004         | 石油                                                                                        |
| 基里巴斯       | RERF     | 收益平衡储备基金（Revenue Equalization Reserve Fund）                         | 0.4                   | 1956         | 磷酸盐                                                                                      |
| 印度尼西亞     | GIU      | 政府投资基金（Government Investment Unit） Pusat Investasi Pemerintah （PIP） | 0.3                   | 2006         | 非商品                                                                                      |
| 毛里塔尼亚     | NFHR     | 国家碳氢化合物储备基金（National Fund for Hydrocarbon Reserves）              | 0.3                   | 2006         | 石油、天然气                                                                                |
| 阿联酋         | EIA      | 酋长国投资局（Emirates Investment Authority）                                 | X                     | 2007         | 石油                                                                                        |
| 阿曼           | OIF      | 阿曼投资基金（Oman Investment Fund）                                          | X                     | 2006         | 石油                                                                                        |
| 阿联酋         | ADIC     | 阿布扎比投资委员会（Abu Dhabi Investment Council）                            | X                     | 2007         | 石油                                                                                        |